# Лункань (Бакеу)
Лункань, Лункані (рум. Luncani) — село у повіті Бакеу в Румунії. Входить до складу комуни Мерджинень.
Село розташоване на відстані 245 км на північ від Бухареста, 13 км на захід від Бакеу, 88 км на південний захід від Ясс, 136 км на північний схід від Брашова.

## Населення
За даними перепису населення 2002 року у селі проживали 888 осіб, з них 886 осіб (99,8%) румунів. Рідною мовою 886 осіб (99,8%) назвали румунську.